# Slag bij Tsushima
De Slag bij Tsushima (Japans: 対馬海戦, Tsushima kaisen; Russisch: Цусимское сражение, Tsoesimskoije srazhenije) was de laatste en beslissende zeeslag van de Russisch-Japanse Oorlog (1904-1905). De slag vond plaats op 27 en 28 mei 1905 (14-15 mei volgens de juliaanse kalender die Rusland gebruikte tot 1917). De vloot van de Japanse Keizerlijke Marine onder admiraal Heihachiro Togo vernietigde twee derde van de Oostzeevloot van de Russische Keizerlijke Marine onder admiraal Zinovi Rozhdestvenski. Dit was de eerste zeeslag waarin een niet-westerse marine een westerse marine versloeg.

## De Russische Oostzeevloot
Nadat op 10 augustus 1904 Japan de Russische vloot in de Stille Oceaan had vernietigd in de Slag op de Gele Zee, stuurde Rusland in 1904 zijn Oostzeevloot vanaf Sint-Petersburg naar het Verre Oosten. De Oostzeevloot voer door de Noordzee en veroorzaakte daar een diplomatiek incident door Britse vissers bij de Doggersbank aan te vallen, in de waan dat het Japanners waren (het Doggersbank-incident). De reis was lang, de bemanning slecht opgeleid, ongemotiveerd en ontevreden. De opdracht van de Russen was het breken van de blokkade van Port Arthur (dat tegenwoordig Lüshunkou heet), maar die plaats was al gevallen toen de vloot er aankwam; dus probeerde men de haven van Vladivostok te bereiken.
De Russen konden kiezen uit drie zeestraten op weg naar Vladivostok: de Straat La Pérouse, de Straat Tsugaru en de Straat Korea tussen Korea en Japan. Admiraal Rozhdestvensky koos voor de meest rechtstreekse route. De Straat Korea (ook wel Straat van Tsushima) ligt ten oosten van het eiland Tsushima, dat ruwweg midden tussen het Japanse eiland Kyushu en het Koreaanse schiereiland in ligt. De beide andere straten liggen noordelijker; om die te bereiken zou de vloot aan de oostkant om Japan heen hebben moeten varen.
De Russische vloot was in een slechte conditie voor een zeeslag: de schepen waren lang op zee geweest, zodat door aangroeiing op de romp de topsnelheid minder was geworden: de Russen konden slechts 8 knopen (15 km/u) halen.

## De Japanse vloot
De Japanse kanonniers hadden vanaf het begin van de oorlog meer geoefend en troffen daardoor veel vaker hun doel dan de Russen. Hun granaten waren bedoeld om te exploderen bij contact met de romp van een vijandelijk schip en bovendien gebruikten de Japanners in hun granaten een ander explosief ("shimose" genaamd, vergelijkbaar met meliniet) waardoor de schade per treffer veel groter was dan de pantserdoorborende granaten van de Russen.
Admiraal Togo had vanuit Busan (Korea) correct ingeschat dat de Russen langs Tsushima wilden. Het Japanse bewapende vrachtschip Shinano Maru ontdekte om 4u30 het hospitaalschip Orjol, dat achterbleef bij de rest van de vloot. De oorlogsschepen hadden hun lichten gedoofd, maar de hospitaalschepen voeren met licht omdat dit verplicht was. De Shinano Maru zag dat het hospitaalschip geen kanonnen droeg, maar bespeurde daarna in de mist tien andere oorlogsschepen en hij seinde de positie door aan de Japanse vloot. De Japanners haalden een snelheid van 16 knopen (30 km/h), tweemaal die van de Russen, die dus niet meer konden ontkomen. De Russische schepen hadden door de maandenlange reis rond Afrika aangroei op hun romp, wat ze vertraagde. De Japanse vloot wist haar superieure snelheid te benutten door tweemaal een "crossing the T" manoeuvre uit te voeren (waarbij alle kanonnen op de vijand gericht kunnen worden, terwijl die bijna niet terug kan vuren).

## De zeeslag

Kaart van de zeeslag

De Russen voeren van zuid-zuid-west naar noord-noord-oost, de Japanners van west naar noord-oost. Admiraal Togo gaf de vloot opdracht ieder om de beurt te draaien, wat hem de mogelijkheid gaf om zijn schepen in een koers parallel aan de Russische vloot te brengen. De twee linies van slagschepen stabiliseerden hun afstand tot 6200 meter en begonnen op elkaar te schieten.
Admiraal Rozhdestvenski werd uitgeschakeld door een granaat-fragment in zijn schedel. De Russische vloot verloor op 27 mei 1905 de slagschepen Knyaz' Suvorov, Oslyabya, Keizer Alexander III en Borodino. Japanse schepen leden lichte schade, vooral de Mikasa. 's Avonds nam schout-bij-nacht Nebogatov het commando over de Russische vloot over.
's Nachts werden de Japanse torpedobootjagers ingezet tegen de Russische vloot, die ondertussen uiteengevallen was in kleine groepjes, die probeerden naar het noorden te ontsnappen. Het oude slagschip Navarin werd tot zinken gebracht, terwijl het slagschip Sisoy Veliki en twee oude pantserkruisers Admiraal Nakhimov en Vladimir Monomakh zo zwaar beschadigd waren, dat ze de volgende ochtend verlaten werden.
Vier andere slagschepen onder schout-bij-nacht Nebagatov moesten zich de volgende dag overgeven. Zijn groep bestond uit slechts één modern slagschip, Orel, een oud slagschip Keizer Nicolaas I en de twee kleine kust-slagschepen Apraxin en Senyavin. Tot de avond van 28 mei 1905 werden individuele Russische schepen opgejaagd door de Japanners. Het kleinere kust-slagschip Admiraal Ushakov weigerde zich over te geven en werd door Japanse pantserkruisers tot zinken gebracht. De oude kruiser Dimitrii Donskoi vocht tegen zes Japanse kruisers en overleefde tot de volgende ochtend, toen haar bemanning haar tot zinken moest brengen, vanwege de opgelopen schade.
Drie Russische kruisers, waaronder de Aurora, ontsnapten naar de Amerikaanse marinebasis in Manilla en de bemanningsleden werden geïnterneerd. Het snelle gepantserde jacht Almaz (geclassificeerd als kruiser van de 2e rang) en twee torpedobootjagers waren de enige Russische schepen die Vladivostok wisten te bereiken.
Bijna de volledige Russische Oostzeevloot ging verloren in de zeeslag in de Straat Korea. De Japanners verloren slechts drie torpedobootjagers.

## Trivia
- Togo's vlaggenschip, het slagschip Mikasa, is nu een museumschip en ligt in de Japanse havenstad Yokosuka.
- De Russische kruiser Aurora ligt in Sint-Petersburg en is te bezoeken.